# Hiawatha (Kansas)
Hiawatha (ioway: Hári Wáta pronunciat haːꜜɾi waːꜜtʰɐ) és una població dels Estats Units a l'estat de Kansas. Segons el cens del 2006 tenia 3.237 habitants.

## Demografia
Segons el cens del 2000, Hiawatha tenia 3.417 habitants, 1.466 habitatges, i 914 famílies. La densitat de població era de 591,6 habitants/km².
Dels 1.466 habitatges en un 28,4% hi vivien nens de menys de 18 anys, en un 50,2% hi vivien parelles casades, en un 9,8% dones solteres, i en un 37,6% no eren unitats familiars. En el 34% dels habitatges hi vivien persones soles el 19% de les quals corresponia a persones de 65 anys o més que vivien soles. El nombre mitjà de persones vivint en cada habitatge era de 2,27 i el nombre mitjà de persones que vivien en cada família era de 2,91.
Per edats la població es repartia de la següent manera: un 24,4% tenia menys de 18 anys, un 7,7% entre 18 i 24, un 23,8% entre 25 i 44, un 21,9% de 45 a 60 i un 22,1% 65 anys o més.
L'edat mediana era de 41 anys. Per cada 100 dones de 18 o més anys hi havia 82,6 homes.
La renda mediana per habitatge era de 35.854$ i la renda mediana per família de 46.310$. Els homes tenien una renda mediana de 31.843$ mentre que les dones 20.385$. La renda per capita de la població era de 16.981$. Entorn del 8,5% de les famílies i el 9% de la població estaven per davall del llindar de pobresa.

## Poblacions més properes
El següent diagrama mostra les poblacions més properes.